# Kościół Najświętszej Maryi Panny Królowej Polski w Lęborku
Kościół Najświętszej Maryi Panny Królowej Polski w Lęborku – kościół w Lęborku, wybudowany w stylu neogotyckim w latach 1866–1870. Do 1946 świątynia ewangelicka, po II wojnie światowej polski kościół rzymskokatolicki. Od 1958 siedziba parafii Najświętszej Maryi Panny Królowej Polski w Lęborku. Obiekt wpisany do rejestru zabytków od 20 maja 1988. Mieści się przy Placu Kopernika 6.

## Galeria

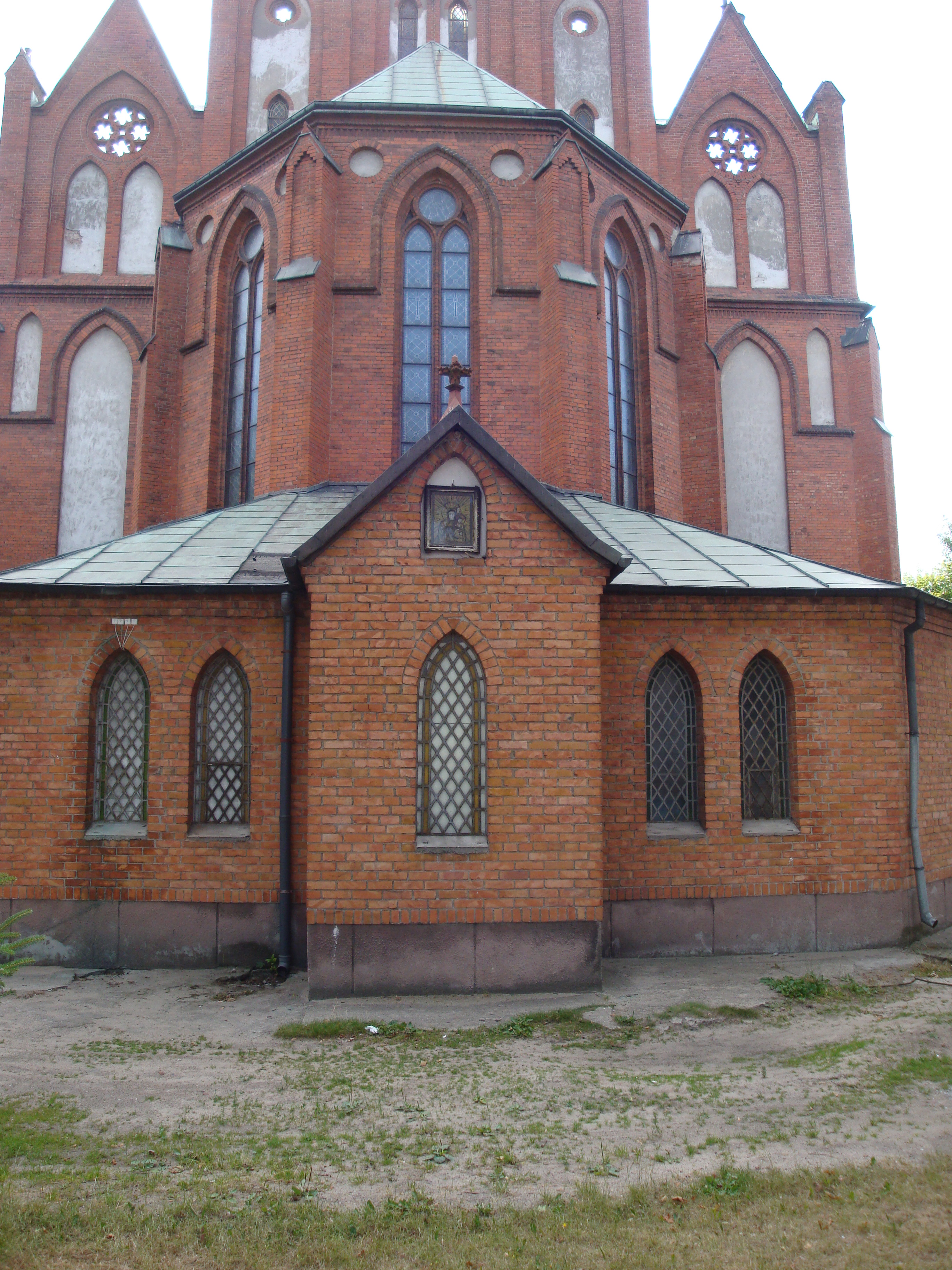
Tył kościoła
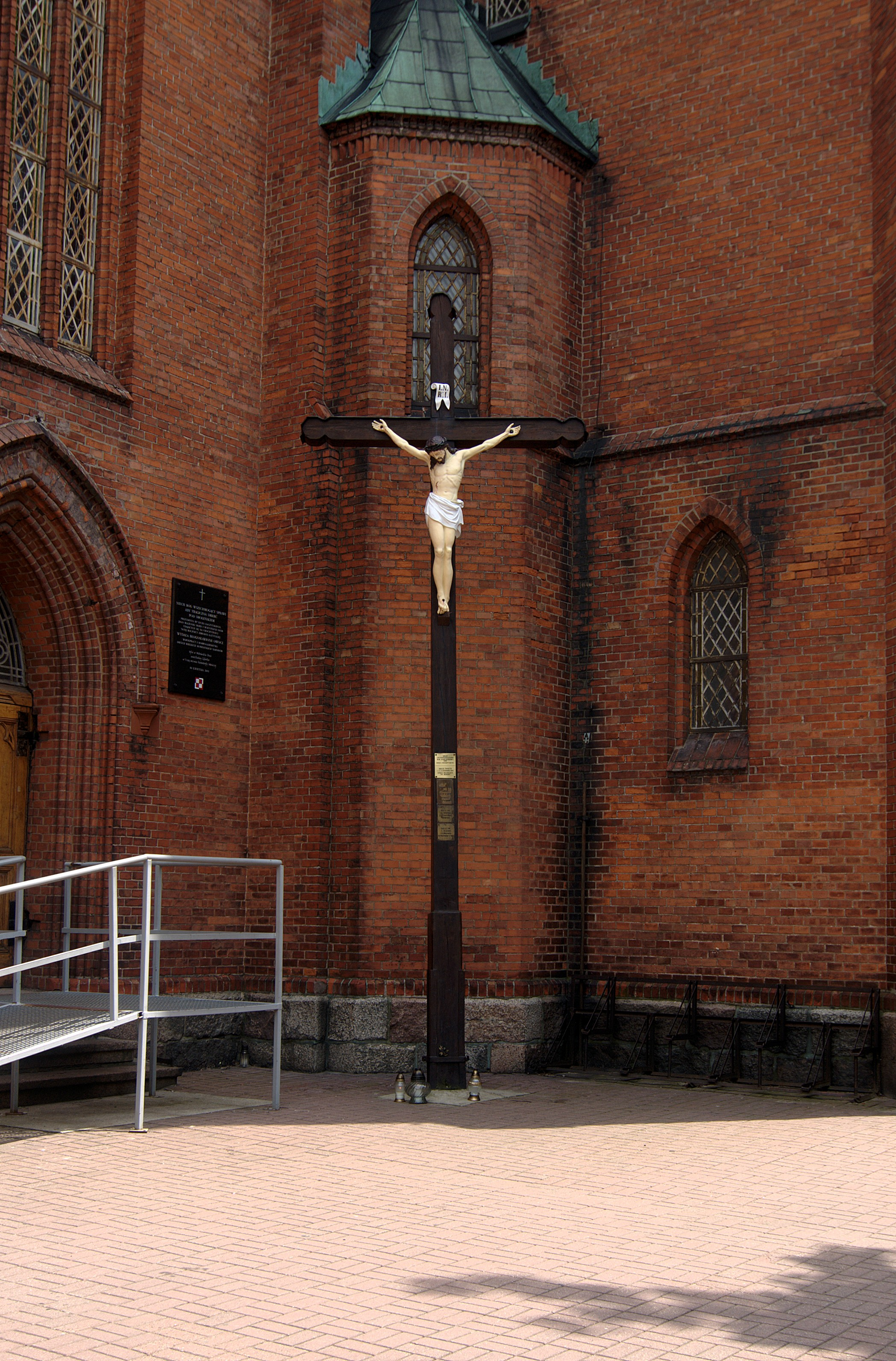
Krzyż przy kościele
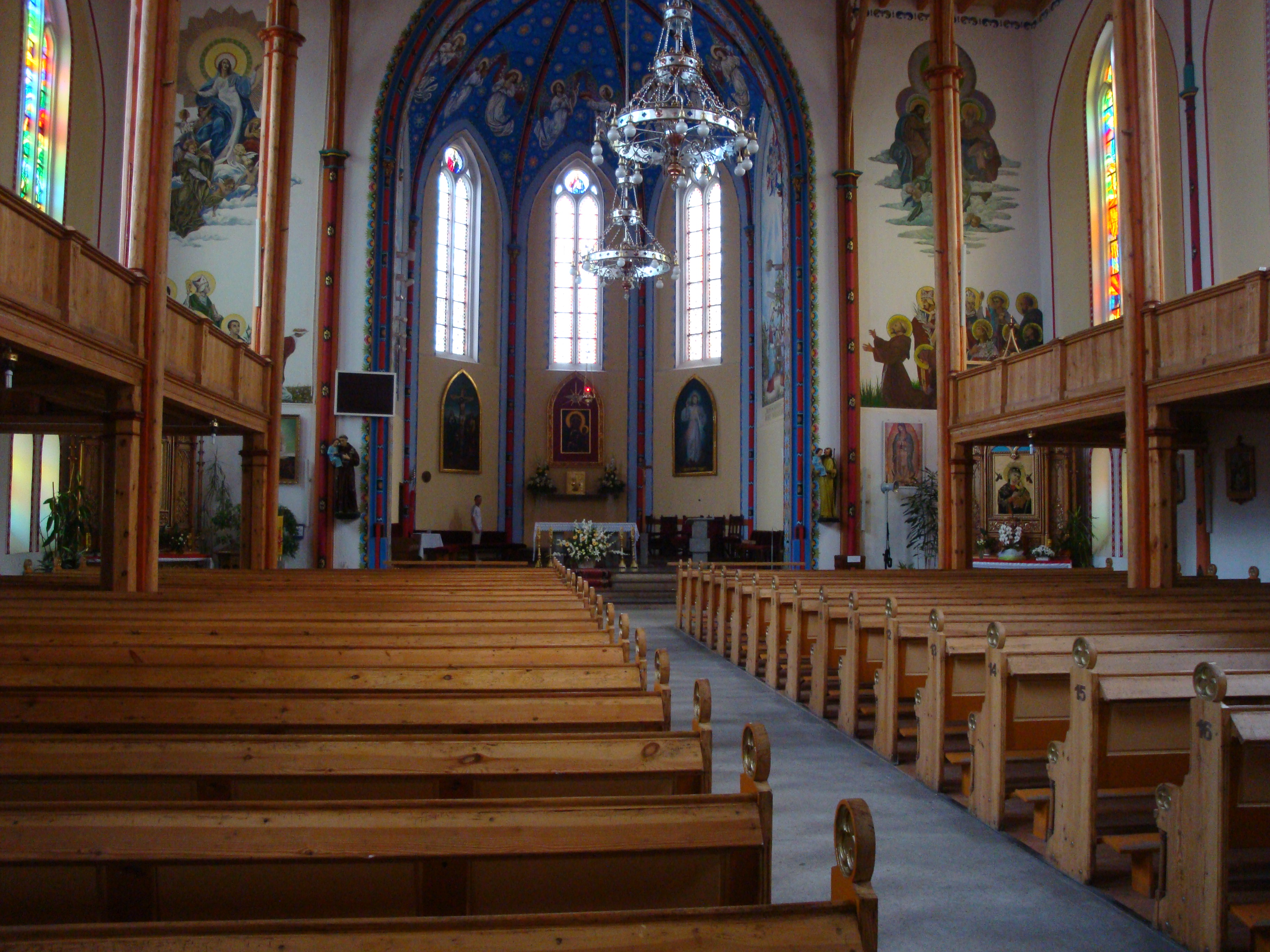
Wnętrze i ołtarz